# Вікіпедія мовою синдхі
Вікіпедія мовою синдхі (синдхі سنڌي وڪيپيڊيا) — розділ Вікіпедії мовою синдхі. Створена у 2003 році. Вікіпедія мовою синдхі станом на 24 березня 2025 року містить 18 950 статей, 19 955 зареєстрованих користувачів, 50 активних дописувачів, 4 адміністраторів
. Загальна кількість сторінок у Вікіпедії мовою синдхі — 65 947, редагувань — 310 457, завантажених файлів — 157
. Глибина (рівень розвитку мовного розділу) Вікіпедії мовою синдхі мала і становить 29 пунктів
. 

## Історія
- Грудень 2006 — створена 100-та стаття[3].
- Лютий 2015 — створена 1 000-на стаття[3].
- Березень 2016 — створена 5 000-на стаття[4].